# Aleksandar, princ od Orangea
Aleksandar, princ od Orangea (Willem Alexander Karel Hendrik Frederik; Hag, 25. kolovoza 1851. – Hag, 21. lipnja 1884.), bio je prijestolonasljednik svog oca, kralja Vilima III. od Nizozemske, od 11. lipnja 1879., nakon smrti starijeg brata Vilima, pa sve do vlastite prerane smrti 1884. godine.
Rođen je kao drugi sin kraljevskog para i odgojen za državničke i vojničke dužnosti, no bio je poznat po povučenijem karakteru i manjoj političkoj ambiciji. Tijekom svog kratkog života nije uspio ostvariti značajniji utjecaj na nizozemski javni život, a nije se ni oženio niti imao potomke. Bio je i slobodni zidar te je obnašao dužnost velikog majstora Velikog orijenta Nizozemske dvije godine prije svoje smrti.
Njegovom smrću dinastija Orange-Nassau se našla bez muškog nasljednika. Tako je započelo razdoblje od 116 godina – od rođenja Aleksandra 1851. do rođenja kralja Willema-Alexandera 1967. – tijekom kojeg se u nizozemskoj kraljevskoj kući nisu rađali muški prijestolonasljednici.